# Jardines del Baix Guinardó
Los jardines del Baix Guinardó, anteriormente denominados jardines del Príncipe de Gerona (1995-2018), se encuentran en el distrito de Horta-Guinardó de Barcelona. Fueron creados en 1995 con un proyecto de Jordi Farrando.

## Historia
En los años 1980 el antiguo cuartel de Caballería de Gerona, junto a otros acuartelamientos de la ciudad, fueron vendidos por el Ministerio de Defensa al Ayuntamiento de Barcelona. En 1995 cerca de dos hectáreas de los terrenos fueron transformadas en parque público, según un proyecto del arquitecto Jordi Farrando. Se mantuvo la referencia gerundense de la etapa militar, por lo que la nueva zona verde fue bautizada como jardines del Príncipe de Gerona (en catalán: Jardins del Príncep de Girona), en honor a Felipe de Borbón, quien ostentaba dicho título por entonces.
En 2013 los jardines ganaron 2500 m² con el derribo de las antiguas residencias militares, todavía existentes en el lateral de la Travessera de Gràcia. Para decidir los usos del nuevo espacio, y del parque en general, el 26 de octubre de 2014 el Ayuntamiento organizó un proceso participativo entre los residentes en la zona. Una de las actuaciones solicitadas por los vecinos fue el cambio de nombre de la zona verde, por lo que surgieron cuatro propuestas: jardines del Baix Guinardó, parque del Lago, parque de la República y jardines de la Princesa Leonor (en referencia a Leonor de Borbón, princesa de Gerona).
En octubre de 2017 el consistorio, a través de la ponencia de nomenclátor, eligió la denominación jardines del Baix Guinardó, para «dotar de identidad al barrio» y por la «voluntad de rebajar la carga simbólica de la monarquía en el nomenclátor de Barcelona». El cambio de nombre fue ratificado por el pleno municipal del distrito de Horta-Guinardó con los votos de los grupos municipales de BComú, PSC, ERC, Cs y PDeCAT. El rebautizo se materializó el 30 de septiembre de 2018, con una fiesta popular en los jardines, presidida por el primer teniente de alcalde, Gerardo Pisarello.

## Descripción
Los jardines se sitúan en el antiguo patio central del Cuartel de Gerona, un antiguo acuartelamiento militar de caballería cuyo edificio está ocupado hoy día por oficinas municipales del distrito de Horta-Guinardó. La zona ajardinada se vertebra alrededor de un gran estanque de forma cuadrada, que supone el centro neurálgico del parque. A su alrededor se sitúa una amplia explanada de sablón, y se combinan los elementos vegetales con las zonas de ocio (un área infantil, un bar, un merendero, mesas de ping-pong y una serie de aparatos de gimnasia). En un desnivel del terreno se encuentran unos bancales con especies arbustivas.

## Vegetación
Entre las especies presentes en el parque se hallan: el árbol del paraíso (Melia azedarach), el durillo (Viburnum tinus), el pino piñonero (Pinus pinea), la palmera de Canarias (Phoenix canariensis), el palmito (Chamaerops humilis), el ficus (Ficus elastica), el plátano (Platanus x hispanica), el baladro (Nerium oleander), la buganvilla (Bougainvillea sp.) y el jazmín azul (Plumbago auriculata).